# Klaus Wolf (Politiker, 1938)
Klaus Wolf (* 12. August 1938 in Fuchshain bei Grimma) ist ein ehemaliger deutscher Politiker. Er war Minister für Post- und Fernmeldewesen der DDR.

## Leben
Der Sohn eines selbständigen Schmiedemeisters absolvierte von 1952 bis 1955 eine Lehre als Schmied. 1952 wurde er Mitglied der FDJ und 1956 trat er der Ost-CDU bei. Von 1956 bis 1957 war er Sachbearbeiter beim Rat der Gemeinde Rüssen und kurzzeitig Mitarbeiter beim Rat des Kreises Schmölln. Von 1956 bis 1965 arbeitete er als CDU-Kreissekretär für Schmölln im Bezirksverband Leipzig.
1965 schloss Wolf sein Fernstudium als staatlich geprüfter Landwirt (Diplomwirtschaftler) an der Handelshochschule Leipzig ab. Von 1970 bis 1977 war er Stellvertreter des Vorsitzenden für Handel und Versorgung beim Rat des Kreises Döbeln, anschließend erfolgte seine Berufung (1977) zum Stellvertreter des Vorsitzenden für Energie, Verkehrs- und Nachrichtenwesen beim Rat des Bezirkes Leipzig sowie Abgeordneter des Bezirkstages Leipzig. Von Oktober 1982 bis 1989 war er gleichzeitig Mitglied des Hauptvorstandes bzw. von Dezember 1989 bis 1990 des Parteivorstandes der Ost-CDU. Von Oktober 1987 bis Dezember 1989 gehörte er dem Präsidium des Hauptvorstandes der Ost-CDU an.
1985 wurde er zum Dr. rer. oec. promoviert. Im Jahr 1986 erfolgte die Berufung zum Stellvertreter des Ministers für Verkehrswesen, zuständig für den Bereich Tourismus und im März 1987 gleichzeitig zum Vorsitzenden der Zentralen Kommission für Auslandtourismus beim Ministerrat der DDR. Diese Funktionen hatte er bis zum Rücktritt der Regierung Stoph im November 1989 inne. Von 1986 bis März 1990 war er als Mitglied der CDU-Fraktion auch Abgeordneter der Volkskammer.
Am 18. November 1989 wurde er in der Regierung Modrow zum Minister für Post- und Fernmeldewesen der DDR berufen und am 18. Januar 1990 zum Generaldirektor der Deutschen Post ernannt. Seine Tätigkeit als Minister endete am 12. April 1990 aufgrund der Ergebnisse der ersten freien Wahlen in der DDR am 18. März 1990, doch fungierte Wolf in der Regierung de Maizière noch als Staatssekretär im damaligen Ministerium für Post- und Fernmeldewesen.
Wolf ist verheiratet und hat drei Kinder.

## Auszeichnungen
- 1979 Vaterländischer Verdienstorden in Bronze
- Verdienstmedaille der DDR
- Ehrentitel Verdienter Aktivist
- Ehrentitel Verdienter Energiearbeiter der Deutschen Demokratischen Republik